# 萊昂納多·帕沃雷蒂
萊昂納多·帕沃雷蒂（義大利語：Leonardo Pavoletti；1988年11月26日—）是意大利足球運動員。在場上的位置是前鋒。現在效力於意甲球隊卡利亚里。他也曾效力於薩斯索羅。

## 早年及個人生活
據知在朋友間柏禾列迪被稱作"柏禾洛索"(Pavoloso)，柏禾列迪在十歲投身於足球之前主要突出於網球上。其父親柏奧路是一名網球教練。他亦擁有一頭稱作Mou的越南大肚豬。

## 國家隊生涯
柏禾列迪於2016年先後獲意大利徵召出戰法國及以色列兩埸國際賽事。後於2019年3月26日，在對陣列支敦士登的2020年歐洲國家盃外圍賽終獲正式上場機會，也打進了他的第一個進球。

## 榮譽

### 球會
薩索羅
- 意大利足球乙级联赛冠軍：2012-13賽季

## 外部連結
- Soccerway資料庫：萊昂納多·帕沃雷蒂